# Subversive Aktion
Die Subversive Aktion war eine kleine gesellschafts- und konsumkritische Gruppe, die von 1963 bis 1966 in München, Erlangen, Stuttgart und West-Berlin bestand. Sie ging aus der Münchner Künstlergruppe SPUR (1958 bis 1962) hervor, griff die Kritische Theorie der Frankfurter Schule auf und leitete daraus provokative, nonkonformistische Aktionen ab, um auf eine Kulturrevolution hinzuwirken und diese symbolisch im Hier und Jetzt vorwegzunehmen. Ihr Gründer war Dieter Kunzelmann, prominentes Mitglied war der spätere Studentenführer Rudi Dutschke.
Die Gruppe gab von 1964 an die Anschlag heraus, die ein breites Spektrum an emanzipatorischen linksgerichteten Theorien behandelte. Dutschkes Beiträge dazu behandelten vor allem den Neomarxismus, Dritte Welt und Befreiungsbewegungen. Im Januar 1965 nahm der Sozialistische Deutsche Studentenbund (SDS) die Westberliner Teilgruppe auf. Mit der Trennung von Kunzelmann im April 1966 endete die Subversive Aktion. Der SDS und die 1967 gegründete Kommune I griffen jedoch manche ihrer Ideen und Aktionsformen auf, so dass sie die Westdeutsche Studentenbewegung der 1960er Jahre mit beeinflusste.

## Gründung
Die 1958 gegründete Künstlergruppe SPUR war im April 1959 in die Situationistische Internationale (SI) aufgenommen worden. Im Sommer 1960 wurde Dieter Kunzelmann, in Schwabing als Bohème-Außenseiter bekannt, Mitglied von SPUR und verfasste Texte für deren gleichnamige Zeitschrift. Die sechste Ausgabe enthielt eine expressionistisch-religionskritische Textkollage, für die einige Gruppenmitglieder wegen Blasphemie angezeigt wurden. Die siebte Ausgabe grenzte sich kritisch gegen eine aktionslose Kunst-Avantgarde ab. Die Leitung der SI betrachtete dies als Verstoß gegen die SI-Richtlinien und schloss Kunzelmann und drei weitere SPUR-Mitglieder am 10. Februar 1962 aus.
Kunzelmann, sein Schwager Christopher Baldeney, Rodolphe Gasché sowie Frank Böckelmann als Neuzugang planten seit Sommer 1963 eine neue, diesmal überregionale Gruppe. Am 10. November 1963 gründeten sie in München die Subversive Aktion, um (so Kunzelmanns Einladung) „eine Welle von Mikrorebellionen“ im Sinne des revolutionären Surrealismus André Bretons zu starten. Kunzelmann verfasste dazu einige „Unverbindliche Richtlinien“, mit denen die vier Gründer an ihren Wohnorten München, Erlangen (Raum Stuttgart) und Westberlin neue Mitglieder suchten.

## Programmatik
Die Ermordung des US-Präsidenten John F. Kennedy am 22. November 1963 nahm die Gruppe zum Anlass für ein provokatives Flugblatt unter dem Titel „Auch Du hast Kennedy erschossen!“ Darin deuteten sie die massenhafte Anteilnahme der Bevölkerung psychoanalytisch als Ausdruck eines kollektiven Todestriebes, der an Kennedy stellvertretend erfüllt worden sei, worauf seine Witwe nun in die Nähe der Maria Immaculata gerückt werde. Dies sei Folge einer kapitalistischen Konditionierung. „Pannen“ wie der Kennedy-Mord seien eine Art Test, ob die Gleichschaltung der Masse auf Konsum und Produktion noch wirke. Das eigene Manifest bedeute, dass der „gegängelte Zauber nicht mehr überall ankommt“.
Die zweite und letzte Ausgabe der „Unverbindlichen Richtlinien“ führte dies aus. Der Text beschrieb die Lebenswelt der bestehenden Industriegesellschaften mit Begriffen aus Schriften von Herbert Marcuse als entfremdete „repressive Gesellschaft“. Der gegenwärtige Kapitalismus verwandle jede organisierte politische Form der Kritik sofort in einen Akt der „Affirmation“ (Bestätigung). Die „Sakramente“ (Institutionen) der bürgerlichen Gesellschaft vom Geburts- bis zum Totenschein dienten einer psychischen und sexuellen „Deprivation“ (Enteignung) und seien eine Form des „Terrors“. Demgegenüber könne der Mensch sich nur noch mit einer „subversiven Aktion“ verwirklichen: „Kritik muss in Aktion umschlagen. Aktion entlarvt die Herrschaft der Unterdrückung.“ So erscheine ein neuer Homo subversivus am Horizont der kulturrevolutionären Avantgarde. Dieser Menschentyp akzeptiere als seine Aufgabe, „allen Möglichkeiten des Menschlichen in sich und um sich Raum zu verschaffen durch den Umsturz der gültigen Werteordnung“ und diese Möglichkeiten „hic et nunc im lebendigen Vollzug experimentell zu realisieren“.
Im Anschluss an die Kritische Theorie, deren Schriften in Westdeutschland damals noch wenig bekannt waren, bezeichneten die Subversiven die gesamte kapitalistische Wohlstandskultur der Nachkriegszeit als „repressive Gesellschaft“. Diese speise die Menschen mit illusionären Ersatzangeboten des Konsums, mit Kino, Fernsehen und gesteuerter Freizeit ab und binde sie so stark ein, dass eine äußere Unterdrückung durch offene Polizeigewalt und Gefängnis kaum noch notwendig sei. Auch die früher widerständigen Industriearbeiter und ihre Interessenvertretungen, SPD und Gewerkschaften, seien durch diese Ersatzangebote in das Bestehende integriert worden, so dass von ihnen kein revolutionärer Impuls mehr zu erwarten sei.
Die Subversiven widersprachen jedoch dem Kulturpessimismus und der Praxisferne der Kritischen Theorie, die sie als erneute Vertröstung rebellischer Individuen ansahen. Stattdessen wollten sie das mögliche Glück im Hier und Jetzt vorwegnehmen, um so einen Vorgriff auf die befreite Gesellschaft erlebbar zu machen und andere mitzureißen. Vor allem die Sexualität wurde für sie zum Ansatzpunkt einer möglichen Selbstbefreiung: Das Ausleben des totalen Lustprinzips könne die Menschen auch wieder zu revolutionärer politischer Veränderung befähigen. Deshalb propagierten und planten sie fantasievolle, die Sinne anregende Aktionen. Erwogen, aber nie verwirklicht wurde zum Beispiel, den Mythos von Robin Hood zu erneuern, Kaufhäuser auszurauben und sämtliche erbeutete Waren auf großen Lastwagen in Vorstädte zu transportieren und dort zu verteilen, oder, Menschenmengen zu großen Orgien zu verführen.

## Aktionen
Im Herbst 1963 lernten Dutschke und Rabehl die Subversiven Herbert Nagel und Rodolphe Gasché kennen und wurden Mitglied ihrer Gruppe. Diese hatte keine Geschäftsordnung, keinen Vorstand und erhob keine Mitgliedsbeiträge, sondern war ein Diskutierzirkel, der gelegentlich dezentrale spontane Aktionen durchführte. Im Februar 1964 verteilten sie ein Flugblatt an der FU Berlin, das sich als Einladung der „Hac(k)e(n)-Crux TEUTONICA zu einer urdeutschen Met-Shuffle“ ausgab. Es persiflierte die Praktiken und nationalistische Geschichte der schlagenden Studentenverbindungen, die damals an der FU Fuß fassten. Im Januar 1963 war der Burschenschafter Eberhard Diepgen (RCDS) dort zum AStA-Vorsitzenden gewählt, nach heftigen Protesten jedoch kurz darauf wieder abgewählt worden. Ein Jahr darauf wollte sich die Burschenschaft Obotritia als förderungswürdige studentische Gemeinschaft an der FU eintragen lassen.
Deshalb versuchten die Berliner Subversiven laut Dutschkes Tagebucheintrag mit dem Flugblatt „den ganzen Spuk lächerlich zu machen“ und den SDS und Argument-Club zu wirksamem Widerstand gegen diese Verbindungen herauszufordern. RCDS-Angehörige drohten, sie zu verprügeln. Die Münchner Subversiven kritisierten die Aktion als unabgesprochen und zu beschränkt auf die Westberliner Studentensituation. Dutschke räumte ein, er sei kein Situationist; „hatte dazu in der DDR keine Gelegenheit.“ Damit bahnte sich ein Konflikt zwischen ihm und Kunzelmann an.
Im Mai 1964 störten die Subversiven in Stuttgart eine Konferenz der deutschen Werbeleiter und Werbeberater mit einem Happening. Auf verteilten Flugblättern warfen sie ihnen vor, die Massen zu verblöden, die wahren Bedürfnisse der Menschen zu verdecken und illusionäres Begehren von immer mehr Konsum einzutrichtern: Deshalb seien sie die „Prediger der Unterdrückung“. Eines Tages werde der einfache Bürger diese Unterdrückung und sich selbst erkennen, das Interesse am Untermauern des falschen Ganzen durchschauen und wissen, „was er zerschlagen muss, um sich zu befreien“. Die Verteiler wurden verhaftet, verhört und zu Geldbußen verurteilt, letztlich aber freigesprochen.
Im selben Monat hängten die Subversiven bei den Universitäten von München, Stuttgart, Tübingen und Westberlin Plakate mit dem Titel „Suchanzeige“ auf. Darauf zitierten sie gesellschaftskritische Aussagen von Max Horkheimer, Theodor W. Adorno, Günther Anders und André Breton und fragten: „Der deutsche Intellektuelle und Künstler weiß das alles schon längst. Aber dabei bleibt es. Wir glauben, dass Wissen nicht Bewältigung ist. Wenn auch Ihnen das Missverhältnis von Analyse und Aktion unerträglich ist, schreiben Sie unter Kennwort 'Antithese' an… Th. W. Adorno…“, dessen postalische Adresse angegeben war. Adorno erstattete daraufhin Strafanzeige gegen die Plakatautoren; Böckelmann wurde zu einer Geldstrafe verurteilt. Adorno war damit unter linken Studenten als Theoretiker bekannt, der praktische Folgerungen aus seiner Theorie ablehnte.
Die Wiederwahl von Heinrich Lübke zum Bundespräsidenten (Juli 1964) kritisierten die Westberliner Subversiven mit einem Plakat als leeres Spektakel oberflächlicher Scheinkonflikte.
Am 3./4. September 1964 klebten die Stuttgarter Subversiven zum dortigen deutschen Katholikentag Plakate mit dem Titel „Botschaft an die Lämmer des Herrn zum Katholikentag“. Darin kritisierten sie die Zusammenarbeit von Kirchen und Christentum mit dem Kapitalismus, verwiesen auf kirchenhistorische Bezüge zu Inquisition und Faschismus und wünschten den „Gnadenstoß der repressiven Gesellschaft“. Die Urheber Böckelmann und Günter Maschke wurden festgenommen und wegen Sachbeschädigung zu 16.000 DM Schadensersatz verurteilt. Maschkes Notizen gaben den Ermittlern genauen Einblick in die Mitgliedschaft. Ein weiteres Flugblatt prangerte die Doppelmoral der Kirche an, die nichts gegen kapitalistisches Gewinnstreben und weltweite Hungeropfer tue. Im Oktober 1964 folgte eine weitere „Suchanzeige“, die den rein akademischen Seminar-Marxismus mit Zitaten ironisierte und Seminaristen zu einem Gesprächsabend einlud, um neue Gruppenunterstützer anzuwerben.
Zum 18. Dezember 1964 riefen die Westberliner Subversiven mit SDS, Argumentclub, afrikanischen und lateinamerikanischen Studenten zu einer angemeldeten Demonstration gegen den Staatsbesuch des kongolesischen Ministerpräsidenten Moïse Tschombé auf, der an der Ermordung seines Vorgängers beteiligt gewesen war. Weil Tschombé nach seiner Ankunft am Flughafen unauffällig an den Demonstranten vorbei geschleust wurde, zogen die Subversiven mit den übrigen rund 700 Teilnehmern zum Rathaus Schöneberg. Dabei durchbrachen sie die polizeiliche Bannmeile, mischten sich unter gewöhnliche Spaziergänger, versammelten sich erneut am Rathaus und forderten dort ein Gespräch mit dem Regierenden Bürgermeister Willy Brandt. Dieser gewährte es und ließ den Staatsbesucher warten. Dessen Abreise wurde dann von demonstrativen Sprechchören begleitet. Damit unterliefen die Subversiven erfolgreich die Polizeistrategie, die Demonstranten vom Adressaten ihres Protests fernzuhalten. Diese erste „Spaziergangsdemonstration“ wurde zum Modell späterer kalkulierter Regelverletzungen bei Studentenprotesten in Westberlin.

## Zeitschrift
Ab Sommer 1964 publizierte die Gruppe eine Zeitschrift mit dem doppeldeutigen Titel Anschlag, um ihre Theorien und Aktionsformen zur Debatte zu stellen, neue Mitglieder zu werben und Einnahmen zu erzielen.
Die Zeitschrift bestand bis zur Auflösung der Gruppe 1966 und wurde mit Wachsmatrize im Papierformat DIN A4 hergestellt.
Inhaltlich brachte der Anschlag Artikel und Beiträge zu den Themen „Die Rolle der antikapitalistischen, wenn auch nicht sozialistischen Sowjetunion für die marxistischen Sozialisten in der Welt“, „Busenfrei als Symptom der Unfreiheit“ (Kunzelmann 1964), „Sozialimperialismus und Sozialdemokratie“ (Nr. 1).
„Jugendkrawalle in der saturierten Gesellschaft“, „Die Bedeutung der Automation für eine revolutionäre Bewegung“ (Kunzelmann 1964), „Proletarischer Internationalismus und Imperialismus“ (Nr. 2), außerdem: „Situationisten, Subversive und ihre Vorgänger“ (Frank Böckelmann), „Leere. Über Jugendkrawalle vor 1968“ (Frank Böckelmann 1964), „Der falsche Schein der Totalität“ (Herbert Nagel, 1966) und andere.
Im April 1966 veränderte sich die ursprüngliche Zusammensetzung der Gruppe, die sich nun „Studiengruppe für Sozialtheorie“ nannte. Daraufhin wurde die Zeitschrift eingestellt.
Im Zuge seiner Wendung zum Nationalismus publizierte Bernd Rabehl im Mai 1999 unter dem Titel „Anschlag“ ein Heft in eigener Sache, das er an der Freien Universität Berlin verteilte. Er reagierte damit auf Studentenproteste gegen seine Rede „Nationalrevolutionäres Denken im antiautoritären Lager der Radikalopposition zwischen 1961/1980“ bei den „Bogenhausener Gesprächen“ (5. und 6. Dezember 1998) der rechten Burschenschaft Danubia München. Dort hatten auch Horst Mahler und Peter Furth als Redner teilgenommen. Mahler leitete Rabehls Text an die neurechte Wochenzeitung „Junge Freiheit“ weiter, die ihn dann veröffentlichte.

## Trivia
- von 2007 bis 2009 gab es mit Bezugnahme auf die Subversive Aktion, die Konservativ-Subversive Aktion, ein interventionistischer Aktionszusammenhang und Vorläufer der Identitären Bewegung, um die „neurechten“ Vordenker Götz Kubitschek und Felix Menzel